# Amédée de Failly

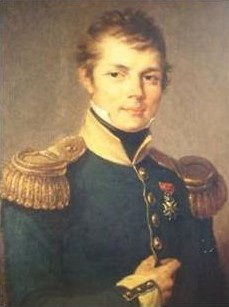
Amédée de Failly met het Legioen van Eer

Amédée Jean Marie Ghislain de Failly (Brussel, 17 april 1789 - aldaar, 24 april 1853), was een Belgisch generaal en minister van Oorlog.

## Afkomst
De Failly behoorde tot een familie uit de streek van de Champagne, afkomstig uit Petit-Failly, die al bekend is in de dertiende eeuw en vooral militairen leverde. Amédée werd te Brussel geboren uit de verbintenis van Marie Jeanne Josephine Ghislaine van Volden (1763-1827), zuster van Joseph van Volden de Lombeke, en van Henri Louis Antoine de Failly (1747-1820), kapitein in het regiment van Vierset. Vader en zoon dragen de ancien régime titel "baron de Failly Saint-Pancré", die ze echter onder het Verenigd Koninkrijk der Nederlanden niet lieten erkennen.

## Levensloop
Amédée de Failly kreeg een militaire opleiding aan de militaire school van Fontainebleau en werd op 11 november 1806 onderluitenant bij het twaalfde lichte infanterieregiment van het Franse keizerlijke leger.
Ook zijn jongere broers Gabriel en Adolphe studeren af aan deze prestigieuze school, maar zullen sneuvelen, respectievelijk bij de overtocht van de Berezina (1812) en in de Slag bij Leipzig (1813).
Hij vocht mee in Polen in 1806-1807 en onderscheidde zich tijdens de Slag bij Eylau. Hij werd gekwetst aan de linkerschouder tijdens het Beleg van Danzig in april 1807. Hij stapte over naar het Franse leger in Spanje en nam er deel aan de campagnes van 1808 en 1809. In november 1809 werd hij tot eerste luitenant gepromoveerd en stapte over naar het leger in Duitsland. Na korte tijd was hij weer in Spanje en nam er deel aan de campagnes in 1810, 1811 en 1812.
Nadat hij zich had onderscheiden bij de inname van Lumbier (17 februari 1811) waar hij gekwetst werd aan het hoofd en aan de gevechten bij Lerma waar hij gekwetst werd aan het rechterbeen, werd hij tot kapitein gepromoveerd.
Terug in Frankrijk, nam hij deel aan de campagnes van 1813 en 1814 en werd opgenomen in het Franse Legioen van Eer.
Na de val van het keizerrijk werd hij in december 1814 opgenomen in het Nederlandse leger, met de graad van kolonel. Hij kreeg er het bevel over het vijfde, later 35ste, bataljon Jagers. Zelf was de Failly niet aanwezig bij de slag bij Waterloo. Hij bleef verder dienstdoen in het leger van het Verenigd Koninkrijk der Nederlanden en in 1826 werd hij kolonel-bevelhebber van de Vijfde infanterie-afdeling.

### Belgische revolutie
Tijdens de Septemberdagen stond de Failly aan het hoofd van een bataljon van het koninklijk leger. Na de afscheiding van België werd hij op 16 november ontslagen uit het Nederlands leger en trad hij toe tot het Belgische. Hij werd er bevorderd tot brigadegeneraal (26 maart 1831) en kreeg de functie van commandant van de provincie Antwerpen nadat het dubbelspel van luitenant-generaal Jacques Van der Smissen aan het licht was gekomen.
Op 18 mei 1831 werd hij, in de Regering-De Sauvage onder het regentschap Surlet de Chokier, benoemd tot minister van Oorlog, in opvolging van Constant d'Hane de Steenhuyse. Op 26 juli 1831 werd hij in de Regering-De Mûelenaere, de eerste onder het bewind van koning Leopold I, in die functie bevestigd.
Enkele dagen later vielen de Nederlandse troepen België binnen en werd het Belgische leger weggevaagd. De Failly kreeg verwijten van incompetentie en slordigheid toegestuurd en werd op 3 augustus tot ontslag gedwongen. Dezelfde dag nog werd hij benoemd tot generaal-majoor.

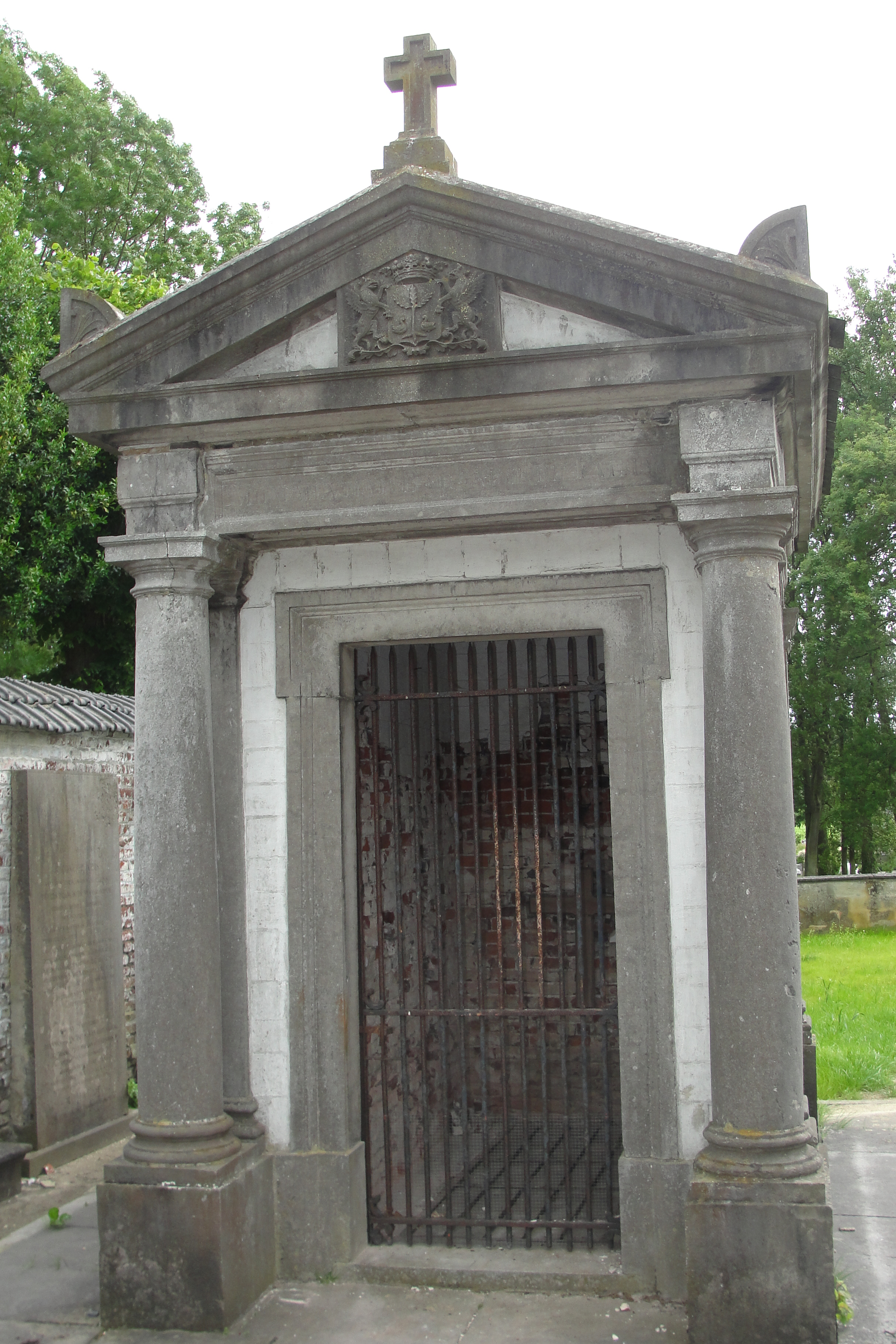
Grafkapel van de Failly in Onze-Lieve-Vrouw-Lombeek

Voor de duur van de Tiendaagse Veldtocht nam zijn voorganger Constant d'Hane de Steenhuyse de functie weer over. De verwijten die naar het hoofd van de Failly werden geslingerd waren zo hevig dat hij de politiek en het leger verliet en zich terugtrok op het familiedomein, waar hij ter verdediging zijn memoires neerschreef.

## Na zijn dood
Veertig jaar na de feiten publiceerde generaal Alexis Eenens een opruiend boek waarin hij de opeenvolgende ministers van oorlog Constant d'Hane de Steenhuyse, De Failly en Albert Goblet d'Alviella, en zelfs de regent Surlet de Chokier er van beschuldigde bezoldigde agenten van de Nederlandse koning te zijn geweest. Dit gaf aanleiding tot zeer heftige polemieken. Eenens verloor er zijn functie van vleugeladjudant van de koning door.
Latere geschiedschrijving is milder voor De Failly geweest. De algemene onervarenheid van de Belgische beleidslui is in acht te nemen evenals het feit dat de nieuwe administratie en ook het leger in hun kinderschoenen stonden.
Hij had ook van het Nationaal Congres niet de middelen gekregen waar hij had om verzocht.

## Nakomelingen
Amédée de Failly trouwde in 1821 met de Nederlandse barones Agathe van Slingelandt en ze hadden vier zoons, Victor, Oscar, Arthur, Alexandre en een dochter Mélanie.
Victor de Failly (Den Haag 21 oktober 1822 - Strijtem 14 juni 1919) trouwde in 1863 met gravin Elisabeth von Goltstein (Geilenkirchen 20 september 1840 - Strijtem 15 oktober 1927), werd ambassaderaad en burgemeester van Strijtem. Van hen zijn er nakomelingen tot op heden.
Pas in 1857 vroegen zijn vier zoons adelserkenning aan, maar ze verwaarloosden de open brieven te lichten. In 1869 verkreeg de laatste nog in leven gebleven zoon, Victor, adelserkenning en de titel van baron, bij eerstgeboorte overdraagbaar.